# Александър Дърводелски (революционер)
Александър Костов Дърводелски – Мечето е български революционер, деец на Вътрешната македоно-одринска революционна организация.

## Биография
Александър Дърводелски е роден през 1883 година във Враца, Княжество България. Присъединява се към ВМОРО и става четник при Христо Чернопеев през 1901 година. Умира в София през 1968 година. Погребан е в Централните софийски гробища.